# Thalictrum podocarpum
Thalictrum podocarpum là một loài thực vật có hoa trong họ Mao lương. Loài này được Kunth miêu tả khoa học đầu tiên năm 1821.